# Mosquée du Sultan Murat
La mosquée du Sultan Murat (en macédonien : Султан-муратова џамија) est une mosquée ottomane située dans la ville de Skopje, en Macédoine du Nord. Elle se trouve en bordure du vieux bazar. Elle porte le nom du Sultan Murat II et elle est parfois appelée mosquée Hunkâr (Хунќар џамија), qui signifie la « mosquée impériale » ou mosquée de l'horloge (Саат џамија) à cause de sa proximité avec la tour de l'horloge de Skopje. 
Construite en 1436, elle fut l'une des premières mosquées de Skopje et c'est aujourd'hui la plus ancienne de la ville.
La mosquée se trouve sur l'un des endroits les plus hauts de la ville et formait à l'origine un complexe comptant une médersa et un imaret (cantine populaire), aujourd'hui en ruines. La cour compte aussi deux turbe, celui du Sultan Beyan et celui de la famille d'Ali Pacha du Daghestan. La mosquée possède aussi la tour de l'horloge de Skopje.

## Galerie

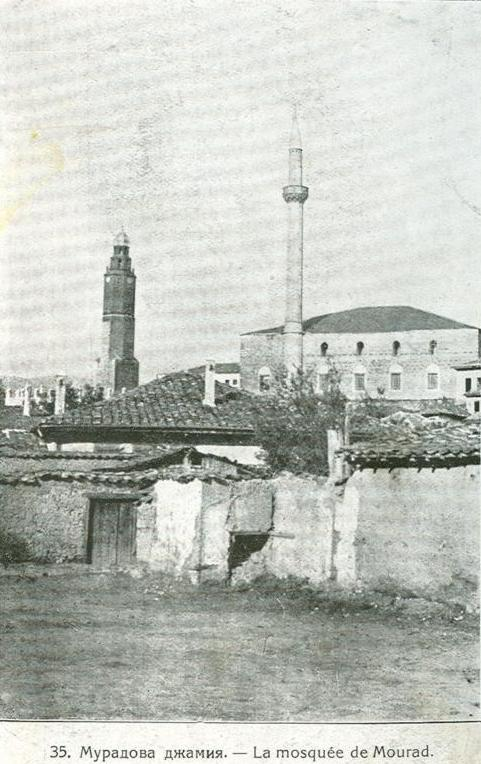
La mosquée en 1919.
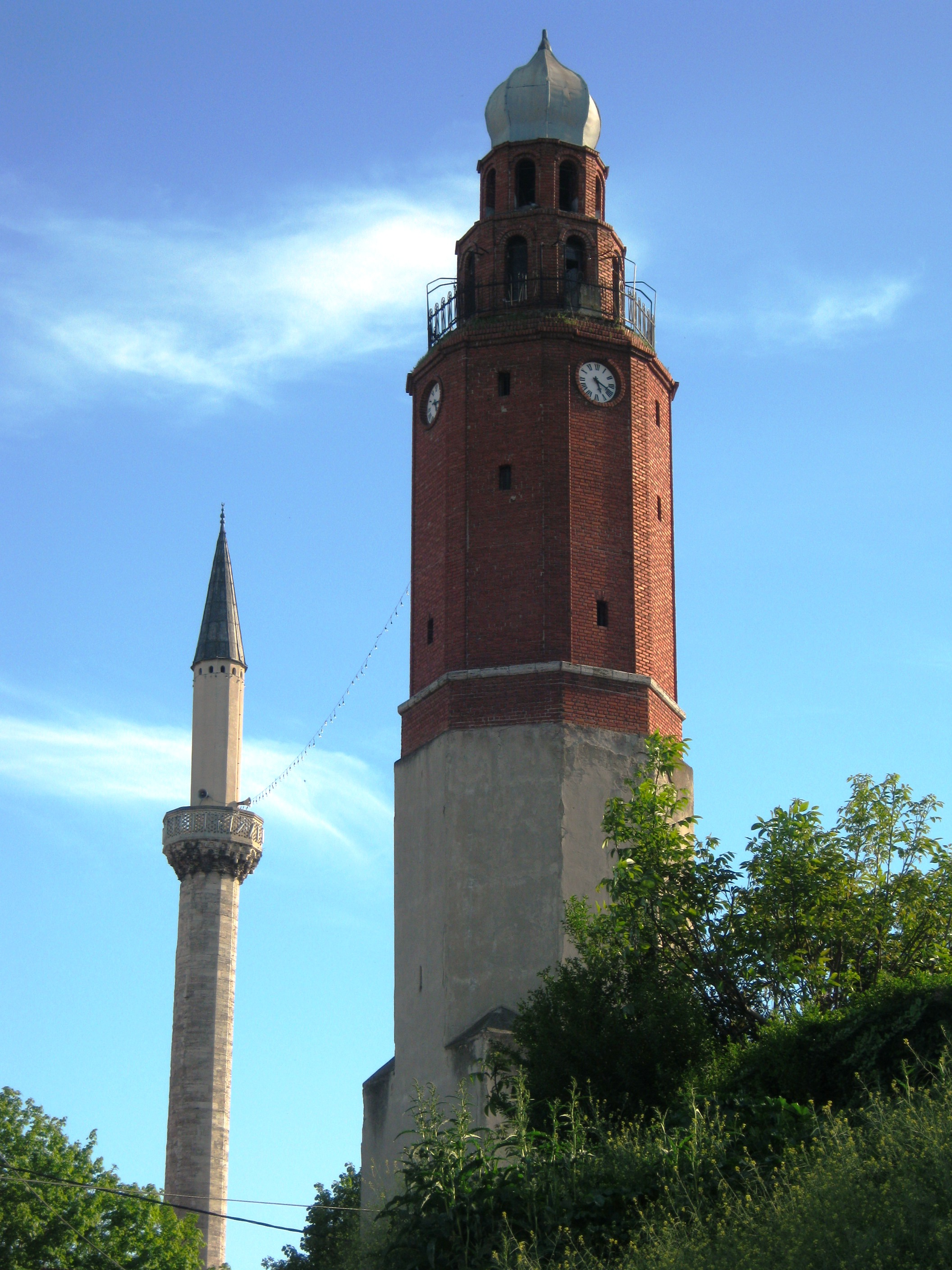
Le minaret et la tour de l'horloge.